# Turneaureite
La turneaureite è un minerale appartenente al gruppo dell'apatite.